# Eugen Fehrle

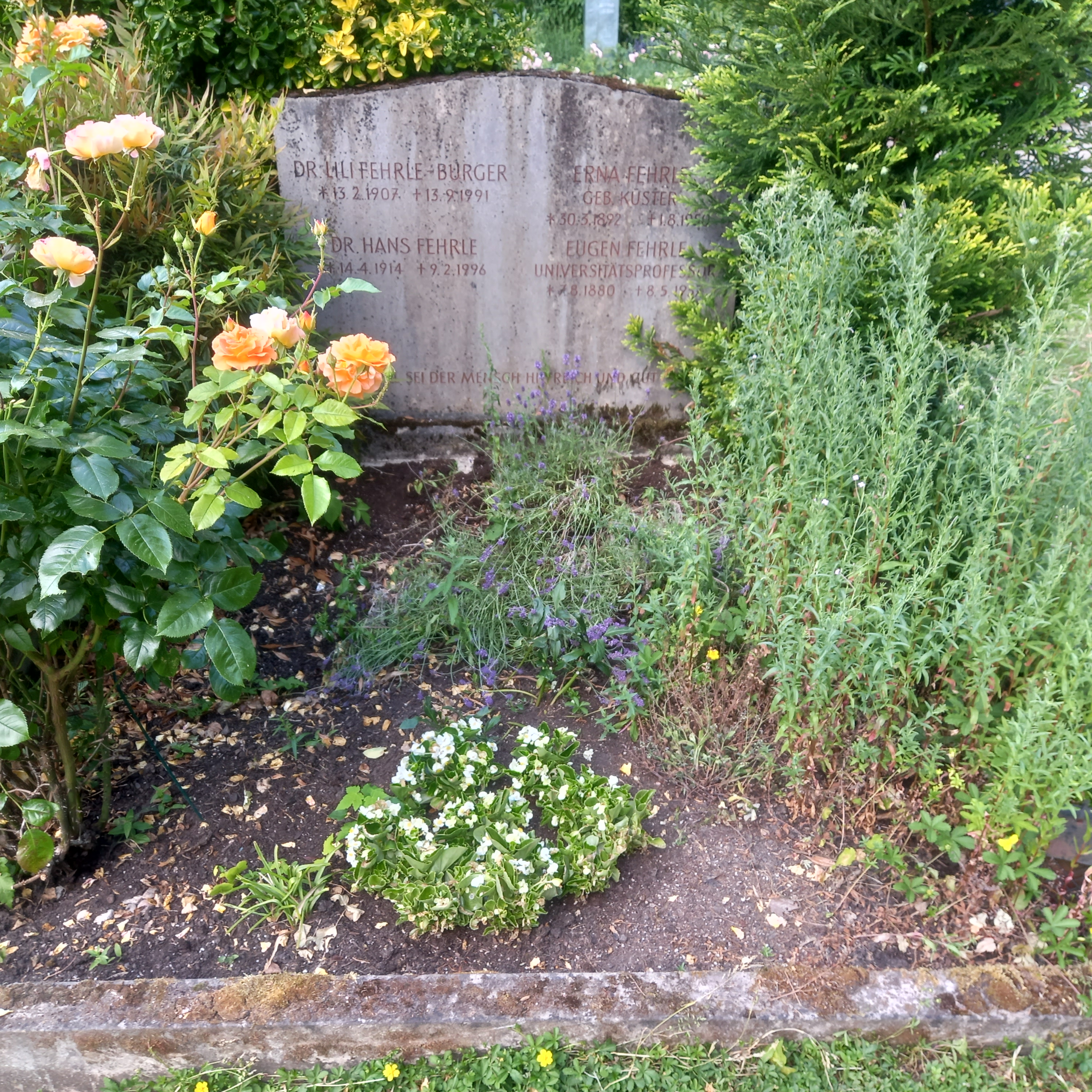
Das Grab von Eugen Fehrle und seiner Ehefrau Erna geborene Küster im Familiengrab auf dem Friedhof Handschuhsheim in Heidelberg

Eugen Joseph Fehrle (* 7. August 1880 in Stetten, Amt Engen; † 8. Mai 1957 in Heidelberg) war ein deutscher Volkskundler, Altphilologe, Hochschullehrer und NS-Wissenschaftspolitiker.

## Herkunft, Studium und Berufseinstieg
Eugen Fehrle war der Sohn des Hauptlehrers Johann Fehrle und dessen Ehefrau Martina, geborene Wick. Er hatte drei Geschwister, darunter Ernst Fehrle. Seine Schullaufbahn beendete er 1900 in Konstanz mit der Reifeprüfung. Nach der Ableistung des Militärdienstes absolvierte er von 1900 bis 1907 ein Studium der klassischen Philologie, Religionswissenschaft und Germanistik an der Universität Heidelberg. Während des Studiums wurde er Mitglied der Klassisch-Philologischen Verbindung Cimbria Heidelberg im Naumburger Kartellverband. Er wurde 1907 mit der Arbeit Die kultische Keuschheit im Altertum zum Dr. phil. promoviert und bestand im Jahr darauf das Lehramtsexamen. Anschließend war er an einem Heidelberger Gymnasium beschäftigt. Von 1909 bis 1918 war er als Lektor für die Fächer Griechisch und Latein an der Universität Heidelberg tätig. Er habilitierte sich 1913 in Heidelberg für Klassische Philologie und wurde dort Privatdozent. Im Ersten Weltkrieg leistete er Kriegsdienst bei der Infanterie, zuletzt als Leutnant der Reserve. Danach war er seit 1919 an der Universität Heidelberg als Wissenschaftlicher Hilfsarbeiter und außerordentlicher Professor für Klassische Philologie tätig; zusätzlich übernahm er ab 1926 auch einen Lehrauftrag für Volkskunde. 1926 wurde er Mitherausgeber der Zeitschrift Volk und Rasse.
Seit 1910 war Fehrle mit Erna (1892–1950), geborene Küster, verheiratet. Das Paar bekam zwei Töchter und einen Sohn.

## Hinwendung zum Nationalsozialismus und Betätigung in NS-Organisationen
Während der Weimarer Republik gehörte Fehrle zeitweise der DVP an. Seit einer Italienreise im Jahr 1923 begann er sich für den Faschismus zu interessieren und wandte sich dem Nationalsozialismus zu. Fehrle trat zum 1. Dezember 1931 der NSDAP bei (Mitgliedsnummer 729.466). Als Politischer Leiter stand er seitdem dem Amt „Volkstracht und Volkstum“ vor. Durch den Gauleiter wurde er 1932 zum „Hochschulreferenten der Partei an der Universität Heidelberg“ ernannt. Zwei Tage vor der Reichstagswahl am 5. März 1933 war er mit zwei Heidelberger Professorenkollegen Mitunterzeichner eines Wahlaufrufes für die NSDAP. Im Zuge der Machtübernahme durch die Nationalsozialisten übernahm er von März 1933 bis 1936 als Ministerialrat und als Leiter der Hochschulabteilung im badischen Kultusministerium eine zentrale Rolle bei der Gleichschaltung des Hochschulbetriebs. Fehrle war Mitglied des NS-Lehrerbundes. Zudem gehörte er von 1933 bis 1939 der SA an, wo er 1938 zum SA-Obersturmführer ernannt wurde. Von der SA wechselte er 1939 zur SS, wo er 1944 den Rang eines Sturmbannführers erreichte. Von 1937 bis 1945 war er Politischer Leiter der NSDAP-Kreisleitung in Heidelberg.

## Hochschullehrer für deutsche Volkskunde im Nationalsozialismus
Im Mai 1934 erhielt er ein persönliches Ordinariat für klassische Philologie. Im selben Jahr wurde er in die Heidelberger Akademie der Wissenschaften aufgenommen. An der Universität Heidelberg wurde er 1936 auf den neugeschaffenen Lehrstuhl für Volkskunde berufen, den er bis 1945 bekleidete. Er leitete die neugeschaffene „Lehrstätte für deutsche Volkskunde“. Darüber hinaus lehrte er ab 1942 auch Religionswissenschaft.
Ab 1934 übernahm er nebenamtlich außerdem die Leitung der Verwaltungsakademie Baden. Er war Vorstandsmitglied beim Verband der Volkskundevereine. Ab 1937 war er Mitglied des erweiterten Senats sowie des Reichsjustizprüfungsamtes. 1938 fungierte er als Direktor des Deutschen Seminars. 1942/43 war er Dekan der Philosophischen Fakultät. Ab 1944 war er Prorektor der Universität Heidelberg und mit der Leitung des wissenschaftlichen Prüfungsamtes beauftragt. Ab 1944 war er Abteilungsleiter für den Bereich Deutsche Volkskunde bei der Münchner Deutschen Akademie.
Fehrle forschte im Rahmen der Volkskunde zu den „germanischen Wurzeln“ der Deutschen, die er von fremdländischen, christlichen und „artfremden“ Einflüssen freilegen wollte. Er publizierte in den 1930er Jahren hauptsächlich zur Volkskunde, wo er als einer der ersten den „Rassengedanken“ einführte. Er sah Volkskunde als „Volksseelenkunde“. Laut Eike Wolgast handelte es sich um „wissenschaftliche Scharlatanerie“. An der Universität Heidelberg war Fehrle als überzeugter Nationalsozialist gefürchtet. Er galt als Chefideologe der NS-Volkskunde. Er nutzte auch Vokabeln wie „artfremdes Schmarotzervolk“ für Juden.

## Nachkriegszeit
Nach Kriegsende wurde er im Juli 1945 auf Anordnung der Militärregierung wegen seiner NS-Belastung aus dem Hochschuldienst entlassen und befand sich danach für knapp zwei Jahre in alliierter Internierungshaft. Aus der Mitgliederliste der Heidelberger Akademie der Wissenschaften wurde er gestrichen. Im Rahmen der Entnazifizierung wurde er Anfang März 1948 als belastet, nach einem Berufungsverfahren Anfang Oktober 1948 als Mitläufer, dann im Juli 1949 als Minderbelasteter und im Januar 1950 schließlich als Mitläufer eingestuft. Anfang Oktober 1950 wurde er emeritiert. Fehrle starb am 8. Mai 1957 und wurde auf dem Friedhof Handschuhsheim beigesetzt.

## Schriften (Auswahl)
Monographien
- Die kultische Keuschheit im Altertum. Töpelmann, Gießen 1910 (= Religionsgeschichtliche Versuche und Vorarbeiten. 6). Unveränd. photomechan. Nachdruck de Gruyter, Berlin 1966 (Inaugural-Dissertation zur Erlangung der Doktorwürde der hohen philosophischen Fakultät der Ruprecht-Karls-Universität in Heidelberg. Erster Teil. 1908).
- Zur Geschichte der griechischen Geoponica. Leipzig 1913 (zugleich Heidelberg, Phil. Habilitations-Schrift, 1913).
- Lateinische Grammatik [Lehrbücher]: Methode Gaspey-Otto-Sauer / Eugen Fehrle ; Erwin Pfeiffer. Neu bearb. von Franz Wagner [Mehrteiliges Werk], Groos, Heidelberg 1934–1967
- Deutsche Feste und Volksbräuche. Teubner, Leipzig/Berlin 1916 (Aus Natur und Geisteswelt ; Bdch. 518). Digitalisat der 2. Aufl. 1920
- Studien zu den griechischen Geoponikern. Teubner, Leipzig/Berlin 1920.
- Heimatkunde in der Schule. C. F. Müller, Karlsruhe 1920 (gemeinsam mit Konrad Guenther).
- Zauber und Segen. E. Diederichs, Jena 1926 (gehört zu Deutsche Volkheit 29).
- Badische Volkskunde. 1924. Unveränd. Nachdruck Weidlich, Frankfurt/Main 1979.
- Vom Wesen der Volkskunst. H. Stubenrauch, Berlin 1926 (Jahrbuch für historische Volkskunde ; Bd. 2 zusammen Sigurd Erixon ; Hans Fehr).
- Germania : Latein. u. deutscher Text, gegenübergestellt / Publius Cornelius Tacitus. Hrsg., übers. u. mit Bemerkgn vers. von Eugen Fehrle, J. F. Lehmanns Verl., München 1929 (mehrfach aufgelegt).
- Deutsche Feste und Jahresbräuche. Teubner, Leipzig/Berlin 1937.
- Deutsche Hochzeitsbräuche, Diederichs. Jena 1937.
- Das Wesen des Volkes. Industrieverl. Spaeth & Linde 1937 (gehört zu Grundlagen, Aufbau und Wirtschaftsordnung des national-sozialistischen Staates ; Beitr. 11).
- Deutsches Volkstum im Elsass. Junker u. Dünnhaupt, Berlin 1941 (gehört zu Deutsches Institut für Außenpolitische Forschung (Berlin): Schriften des Deutschen Instituts für Außenpolitische Forschung und des Hamburger Instituts für Auswärtige Politik ; H. 92).
- Feste und Volksbräuche im Jahreslauf europäischer Völker. Hinnenthal, Kassel 1955.

Aufsätze
- Johann Jakob Bachofen und das Mutterrecht. In: Neue Heidelberger Jahrbücher. 1927, S. 101–118.

Herausgeber
- Arbeiten zur Volkskunde und zur deutschen Dichtung : Festgabe für Friedrich Panzer zum 60. Geburtstag am 4. Sept. 1930 Unter Mitw. von Hans Teske, Konkordia, Bühl-Baden 1930.
- Die Großherzöge Friedrich I. und Friedrich II. und das badische Volk : [Ein Erinnerungswerk]. Hrsg. von Eugen Fehrle, O. Hinderer, Stuttgart 1930.
- Sagen aus Deutschland. Hrsg.: Eugen Fehrle. Ausgew. u. hrsg. 4 Farbtaf. u. 24 Zeichn. von Ernst Schrom, Ueberreuter, Wien ; Heidelberg 1952.
- Ernte aus dem Gebiete der Volkskunde, als Festgabe dem verehrten Meister Rudolf Much zum 70. Geburtstag am 7. Oktober 1932 dargebracht von reichsdeutschen Mitforschern. Hrsg. von Eugen Fehrle, Konkordia, Bühl 1930 (Aus: Oberdeutsche Zeitschrift f. Volkskunde. Jg. 6. 1932).

Bearbeiter
- Odyssee/Homer. [Bearb. v. E. Fehrle], G. Braun, Karlsruhe 1965.